# ماكس هاميلتون
ماكس هاملتون (بالإنجليزية: Max Hamilton)‏ (من مواليد 12 أبريل 1912 - وتُوفي في 9 سبتمبر 1988) هو طبيب ألماني وُلد في أوفنباخ أم ماين، ألمانيا. هاجر ماكس إلى إنجلترا مع عائلته (هيملشاين) في عام 1914، وهو بعمرالعام ونصف العام. تلقّى ماكس تعليمه في المدرسة المركزية للبنين في كوبر ستريت وذهب لدراسة الطب في مستشفى كلية الجامعة في لندن. بعد أن عمل ماكس لفترة من الوقت كطبيب عام، عمل كمسؤول طبي في سلاح الجو الملكي خلال الحرب العالمية الثانية. بدأ هاميلتون تدربه كطبيب نفسي في مستشفى ماوديسلي، في لندن، حيث كان يعاني من صعوبات مع الالتزام بالقوانين الصارمة هناك.
عاد هاميلتون إلى مستشفى كلية الطب كمحاضر غير متفرغ من عام 1945 إلى عام 1947 حيث عمل تحت إشراف السير كيرل بيرت الذي أدرك موهبة هاملتون الرياضية ونصحه بالتدريب في الإحصائيات الطبية. أصبح هاميلتون إحصائيًا مبتكرًا وبحلول أواخر الأربعينات من القرن الماضي (قبل كايسرفي الولايات المتحدة الأمريكية)، كان هاميلتون قد اقترح بالفعل أن يتم تدوير العوامل أثناء عمليات التحليل الإحصائي للعوامل).
عمل هاميلتون كمساعد أول في دنيس هيل في مستشفى كينغز كوليدج (حيث قدم أطروحته حول شخصيات المرضى المصابين بعسر الهضم) ولمدة عامين في مستشفى توتينغ بيك، ككبير موظفي المستشفى الطبي. في عام 1953، عُين هاميلتون محاضرًا كبيرًا في الطب النفسي في جامعة ليدز.
في عامي 1959 و 1960 نشر هاميلتون مقياسي هاملتون للتوتر والاكتئاب.
بعد أن عمل هاميلتون لمدة عامين كعالم زائر في المعهد الوطني للصحة العقلية، في بيثيسدا، ميريلاند، بالولايات المتحدة الأمريكية، أصبح عضوًا في فريق البحث الطبي الخارجي (لمجلس البحوث الطبية (المملكة المتحدة)) وفي عام 1963 نجح في رئاسة قسم الطب النفسي في جامعة ليدز، وهو المنصب الذي أقامه حتى تقاعده في عام 1977.
يعتب رهاميلتون من أوائل الذين أدخلوا القياسات النفسية في الطب النفسي وحاول إقناع المجتمع الطبي آنذاك بأن الأبحاث النفسية يجب أن تعتمد على القياس والتحليل الإحصائي. شغل هاميلتون منصب رئيس مؤسسة الجمعية البريطانية لعلم الأدوية النفسية، وهو زميل فخري للكلية الملكية للأطباء النفسيين وأحد رؤساء الأطباء النفسيين القلائل في الجمعية البريطانية للطب النفسي. حصل هاميلتون على جائزة بول هوش في عام 1980 من جمعية علم النفس النفسية الأمريكية لأبحاث الطب النفسي المتميزة.
تُوفي هاميلتون في عام 1988، قبل شهرين فقط من الموعد المقرر أن يلقي فيه محاضرة في مودسلي. أنجب هاميلتون من زوجته دورين ابنًا وابنتين، وولدين من زواجه الأول. اهتم هاميلتون بتصوير الزهور، وخاصةً زهور النرجس، ولمكافحة أرقه المزمن، كان هاميلتون يحب أن يفرغ بعض محاضراته الساطعة لقضاء أمسيات طويلة في العمل على الصيغ الإحصائية على السبورة المدرسية القديمة.